# 乌贾尼
乌贾尼（Ujhani），是印度北方邦Budaun县的一个城镇。总人口51044（2001年）。

## 人口
该地2001年总人口51044人，其中男性27017人，女性24027人；0—6岁人口9105人，其中男4831人，女4274人；识字率42.05%，其中男性为47.69%，女性为35.70%。